# Málaga-Costa del Sol
Málaga-Costa del Sol es una de las nueve comarcas en que se divide la provincia de Málaga según la Diputación de Málaga. Comprende única y exclusivamente a Málaga y su término municipal.
Esta comarca se corresponde con la Comarca Metropolitana de Málaga, según el real decreto de la Junta de Andalucía de la orden del BOJA del 14 de marzo de 2003. No obstante esta comarca comprende además los municipios de Almogía y Casabermeja.
La comarca de Málaga-Costa del Sol no debe confundirse con el área metropolitana de Málaga, definida posteriormente por la Junta de Andalucía a través del Decreto 213/2006 de 5 de diciembre, y que comprende un ámbito geográfico mayor.
| Escudo               | Municipio            | Población (2022) | Superficie (km²) | Densidad (hab./km²) |
| -------------------- | -------------------- | ---------------- | ---------------- | ------------------- |
|                      | Málaga               | 579.076          | 394,98           | 1466,1              |
| Málaga-Costa del Sol | Málaga-Costa del Sol | 579.076          | 394,98           | 1466,1              |

## Geografía
La comarca ocupa parte del valle bajo del río Guadalhorce, la Hoya de Málaga y gran parte de los Montes de Málaga. El paisaje se caracteriza por campos de naranjos, limoneros y caña salpicados por caseríos, que van dando paso a naves industriales en la periferia de la ciudad. 
Los montes están cubiertos de almendros, olivos y encinares, y cortados por estrechos valles excavados por ríos torrenciales como el Guadalmedina que vierten sus aguas a la bahía de Málaga.